# Lill-Huvbergtjärnen
Lill-Huvbergtjärnen är en sjö i Piteå kommun i Norrbotten och ingår i Byskeälvens huvudavrinningsområde. Lill-Huvbergtjärnen ligger i Byskeälven Natura 2000-område.